# Los soldados
Los soldados (título original en alemán, Die Soldaten) es una ópera en cuatro actos con música y libreto en alemán de Bernd Alois Zimmermann, basado en la obra homónima del año 1776 escrita por Jakob Michael Reinhold Lenz. Está dedicada a Hans Rosbaud. Zimmermann adaptó fielmente la obra en el libreto, cambiando solo textos repetidos y pequeños cortes. Es la única ópera que completó el compositor y se considera una importante obra de la segunda mitad del siglo XX.

## Historia
Los soldados es resultado de un encargo de la Ópera de Colonia. Zimmermann empezó a trabajar en la ópera en el año 1957. Su versión original iba a representar la ópera en 12 escenarios que rodearían al público, sin embargo, los oficiales de Colonia advirtieron a Zimmermann que su visión original era imposible de realizar. Una temprana visión de la partitura fue considerada ininterpretable, de manera que en 1963, Zimmermann preparó una sinfonía vocal usando música de la ópera para una versión de concierto. Según su viuda, Zimmermann no completó esa partitura original. Desde 1963 hasta 1964, durante una visita de estudio a la Villa Massimo en Roma, Zimmerman revisó la composición con la perspectiva ulterior de conseguir que se representara.
Westdeutscher Rundfunk retransmitió escenas de Los soldados en 1963, pero la primera representación escénica –dirigida por Michael Gielen y la Ópera de Colonia– no tuvo lugar hasta el 15 de febrero de 1965. El estreno en los Estados Unidos tuvo lugar el 7 de febrero de 1982 por la Compañía de Ópera de Boston, liderada por Sarah Caldwell. La Ópera de la ciudad de Nueva York posteriormente representó Los soldados en 1991, dirigida por Christopher Keene. La primera representación en el Reino Unido tuvo lugar en noviembre de 1996, con la Ópera Nacional Inglesa y Jon Garrison como Desportes. Su estreno Iberoamericano tuvo lugar en julio de 2016 en el Teatro Colón de Buenos Aires.
Esta ópera rara vez se representa en la actualidad; en las estadísticas de Operabase aparece con sólo 4 representaciones en el período 2005-2010, siendo la primera (y única) de Zimmerman.

## Personajes
| Personaje                                               | Tesitura                 | Elenco del estreno, 15 de febrero de 1965 Director: Michael Gielen |
| ------------------------------------------------------- | ------------------------ | ------------------------------------------------------------------ |
| Wesener, un comerciante de artículos de regalo en Lille | bajo                     | Zoltán Kelemen                                                     |
| Marie, su hija                                          | soprano                  | Edith Gabry                                                        |
| Charlotte, su hija                                      | mezzosoprano             | Helga Jenckel                                                      |
| La vieja madre de Wesener                               | contralto                | Maura Moreira                                                      |
| Stolzius, un comerciante de paños en Armentières        | barítono                 | Claudio Nicolai                                                    |
| Madre de Stolzius                                       | contralto                | Elisabeth Schärtel                                                 |
| Conde Spannheim, un coronel                             | bajo                     | Erich Winckelmann                                                  |
| Desportes, un noble                                     | tenor                    | Anton de Ridder                                                    |
| Un joven guardabosque                                   | sprechgesang             |                                                                    |
| Pirzel, un capitán                                      | tenor                    | Albert Weikenmeier                                                 |
| Eisenhardt, un padre                                    | barítono                 | Heiner Horn                                                        |
| Haudy, un oficial                                       | barítono                 | Gerd Nienstedt                                                     |
| Mary, un oficial                                        | barítono                 | Camillo Meghor                                                     |
| Tres jóvenes oficiales                                  | tenor                    | Norman Paige, Hubert Möhler, Heribert Steinbach                    |
| Condesa de la Roche                                     | mezzosoprano             | Liane Synek                                                        |
| Conde joven, su hijo                                    | tenor                    | Willi Brockmeier                                                   |
| Sirviente de la condesa de la Roche                     | sprechgesang             |                                                                    |
| Una camarera andaluza                                   | bailarina                |                                                                    |
| Madame Roux, propietaria de una cafetería               | papel mudo               |                                                                    |
| Funcionarios, oficiales y capitanes                     | Papeles mudos            |                                                                    |
| 18 oficiales e insignias                                | sprechgesang & percusión |                                                                    |

## Argumento
La ópera se desarrolla en cuatro actos y quince escenas. Tiene lugar en Lille y Armentières en el Flandes francés, ayer, hoy y mañana.

### Acto I
Escena 1 (estrofa): Marie se ha trasladado desde Armentières a Lille con su padre Wesener, un comerciante de artículos de regalo. Escribe una carta a la madre de su prometido, Stolzius, un joven trapero en Armentières. Discute con su hermana Charlotte, quien se burla de su amor por Stolzius.
Escena 2 (chacona I): Stolzius ha estado enfermo de amor desde que Marie se fue a Lille, pero se siente animado cuando su madre le trae una carta.
Escena 3 (ricercar I): Desportes es un oficial en el ejército francés de Henao, y uno de los clientes de Wesener. Corteja a la plebeya Marie y se gana su afecto. Su padre, sin embargo, le prohíbe que se vaya con él al teatro, pues si una plebeya acompañase a un oficial en público dañaría el nombre de la familia.
Escena 4 (toccata I): En las trincheras en Armentières, los oficiales discuten con el Padre Eisenhardt los méritos relativos de la comedia – Haudy, uno de los oficiales, sostiene el punto de vista de que tiene más valor que un sermón. Eisenhardt mantiene que la comedia disminuye el sentido de los soldados sobre lo que es correcto, pierden la moral y eso ya ha hecho miserables a innumerables jóvenes mujeres. Haudy contesta con el argumento, "una vez prostituta, siempre una prostituta". No, responde el Padre, una prostituta nunca lo sería si no se viera obligada a ello.
Escena 5 (nocturno I): Wesener advierte a su hija que sea cautelosa en sus tratos con Desportes, aunque él en secreto tiene la esperanza de que pueda casarse con el joven aristócrata. Mientras tanto, dice, no sería sabio dejar a Stolzius. Se reúnen nubes de tormenta, Marie se siente cada vez más ansiosa por lo que la espera y el dilema que crece en su corazón.

### Acto II
Escena 1 (toccata II): Los oficiales se relajan en el café de Armentières propiedad de Madame Roux. Llaman a Stolzius, que no sospecha nada, y le insinúan la relación de Marie con Desportes.
Escena 2 (capricho, coral y chacona II): Marie ha recibido una carta de Stolzius, llena de reproches. La lee llorando cuando entra Desportes. Él despectivamente le dicta una brusca contestación. Los halagos de Desportes finalmente tienen el efecto deseado, ha ganado a Marie. En la habitación vecina, la anciana madre de Wesener canta la canción folclórica Rösel aus Hennegay que contiene un verso profético "Algún día te llegará la cruz". En una escena dividida aparecen, por un lado, Marie y Desportes como una pareja en juego amoroso, y en el otro, Stolzius y su madre, quien está intentando convencer a su hijo de que al romper su compromiso, la "puta del soldado", Marie, no era digna de él. Pero Stolzius la defiende y jura vengarse de Desportes.

### Acto III
Escena 1 (rondino): Una conversación entre el Padre y el Capitán Pirzel, cuyo extraño comportamiento es representado como el resultado de la monotonía del servicio militar, revela que el Mayor Mary, amigo de Desportes, será transferido desde Armentières a Lille.
Escena 2 (representación): Para estar más cerca de Marie, Stolzius ofrece al Mayor Mary sus servicios como un ordenanza.
Escena 3 (ricercar II): Desportes ha abandonado a Marie. Cuando ella empieza a aceptar regalos del Mayor Mary, su hermana Charlotte la llama una "chica del soldado". Marie dice que ella sólo se ha portado así para conseguir noticias de Desportes. Mary invita a las dos hermanas Marie y Charlotte a dar una vuelta, pues ninguna de ellas reconoce la verdadera identidad de su ordenanza Stolzius.
Escena 4 (nocturno II): La condesa de la Roche reprocha a su hijo, el joven conde, su comportamiento hacia Marie. Le aconseja que abandone la ciudad y, para proteger a Marie de las proposiciones de otros oficiales, se declara deseosa de tomar a la muchacha como su compañera en casa.
Escena 5 (tropi): La condesa va en busca de Marie a la casa de su padre. En presencia de Charlotte se ofrece a acoger a Marie en su casa, persuadiéndola de que es la única manera de salvar su honor.

### Acto IV
Escena 1 (toccata III): Lo que el futuro depara a Marie es una pesadilla viviente. Rechazó la oferta de la condesa para intentar renovar su contacto con Desportes, y éste entonces la sometió a las atenciones de su guardabosques quien la viola brutalmente. Deshonrada y sin crédito, Marie vaga sin un destino fijo mientras la condesa, el joven conde, Wesener, Charlotte, Pirzel y el Padre la buscan.
Escena 2 (chacona III): Mary y Desportes están comiendo. Stolzius, que les está sirviendo, oye su conversación y así conoce el destino de Marie. Entrega a Desportes un bol de sopa envenenada y, antes de beber algo de la sopa él mismo, revela triunfalmente su identidad al oficial moribundo.
Escena 3 (nocturno III): Marie, que ahora ha caído al nivel de una mendiga callejera, encuentra a su padre y le pide limosna. El anciano no la reconoce, pero preocupado por su hija le da dinero. Luego se une a una interminable procesión de soldados esclavizados y caídos, en la que los oficiales borrachos tambiñén intervienen. En la escena final, la acción construye una visión del infierno en que un humano es violado por otro, el individuo por la conciencia colectiva - y, en este momento, por el despiadado poder del ejército.

## Representación
Incluso hoy en día la representación escénica de Los soldados es muy exigente para cualquier compañía de ópera. Además de los 16 papeles cantados y los 10 hablados, requiere una orquesta de cien elementos implicando muchos instrumentos inusuales y piezas de percusión. Con su acción abierta, una gran cantidad de escenas a veces superponiéndose una a la otra simultáneamente (la segunda escena del acto II, por ejemplo, o todas las del acto IV), su estructura audiovisual incorporando pantallas de cine, proyectores, grabaciones magnetofónicas y altavoces, además de efectos de sonido de marcha, motores y gritos, Los soldados –ópera compuesta en un lenguaje dodecafónico y presentando un alto grado de complejidad a pesar de su cuidadoso diseño escénico– es una ópera extremadamente complicada, tanto de escenificar como de ver.
Hay numerosos papeles heterodoxos en esta ópera, pero lo más destacado es el uso masivo de mesas y sillas que golpean el escenario como instrumentos de percusión. Esto se lleva a cabo por muchos de los actores que no tienen papeles cantados. El compositor también exige 3 pantallas de cine, 3 proyectores y grupos de altavoces en escena y en el auditorio.

## Grabaciones
- Bernhard Kontarsky, director; Nancy Shade, William Cochran; Coro de la Staatsoper de Stuttgart, Staatsorchester Stuttgart; 1988–1989 (Teldec) CD
- Bernhard Kontarsky, director: Nancy Shade, Mark Munkittrick, Milagro Vargas, Grace Hoffman, Michael Ebbecke, Elsie Maurer, William Cochran, Alois Treml, Gregor Brodocz, Guy Renard, Karl-Friedrich Dürr, Klaus Hirte, Raymond Wolansky, Ursula Koszut, Jerrold van der Schaaf, Johannes Eidloth, Robert Wörle, Helmut Holzapfel; Coro de la Staatsoper de Stuttgart, Staatsorchester Stuttgart; Harry Kupfer, director; 1989 (Arthaus) DVD
- Steven Sloane, director; Claudia Barainsky, Claudio Otelli, Frode Olsen, Katharina Peetz, Hanna Schwarz, Kathryn Harries, Andreas Becker, Peter Hoare, Robert Wörle, Jochen Schmeckenbecher, Adrian Clarke, Robert Bork, Michael Smallwood, Christopher Lemmings, Bernhard Berchtold, Helen Field, Adrian Thompson; Bochumer Symphoniker; David Pountney, director; Robert Innes Hopkins, diseño escénico; DVD de la grabación en vivo que se estrenó el 5 de octubre de 2006 en la RuhrTriennale, representada en el Jahrhunderthalle, Bochum[16]
- Ingo Metzmacher, director; Laura Aikin, Alfred Muff, Boaz Daniel, Tanja Ariane, Cornelia Kallisch, Tomasz Konieczny; Wiener Philharmoniker; Ingo Metzmacher, director; ; Unitel 2072584. Blu-ray de la nueva producción que se estrenó en agosto de 2012 en el Festival de Salzburgo, representada en la Felsenreitschule.